# La Haine de Fatimeh
La Haine de Fatimeh è un cortometraggio muto del 1912 scritto e diretto da Camille de Morlhon.

## Produzione
Il film fu prodotto dalla Pathé Frères.

## Distribuzione
Distribuito dalla Pathé Frères, uscì nelle sale cinematografiche francesi il 16 agosto 1912.